# Jon Watts
Jon Watts (Fountain, 28 de juny de 1981) és un director, productor i guionista nord-americà. Watts va dirigir i coescriure la pel·lícula de superherois del Marvel Cinematic Universe Spider-Man: Homecoming i la seva seqüela Spider-Man: Far From Home. També va dirigir i coescriure la pel·lícula de terror Clown, i el thriller Cotxe policial.